# VA Software
VA Linux venne fondata nel 1993 da due soci: Larry Augustin e James Vera; dalle due iniziali deriva il nome VA.
Quando la società divenne un business full-time, Vera decise di rimanere nei laboratori dell'Università di Stanford, ma si conservò comunque il nome originale. La società crebbe molto presto: tra i motivi possiamo inserire il buon momento di Linux verso la fine degli anni novanta e la conseguente attenzione dei media che l'Open Source ha conosciuto, oltre al boom della New Economy. Non possiamo naturalmente escludere le capacità ottime imprenditoriali di Larry Augustin, dimostrate più volte in quegli anni.

## VA Linux diventa VA Software e si quota in borsa
Memore dell'IPO (offerta pubblica delle azioni) di Red Hat all'inizio del 1999, VA Linux (in seguito rinominata in VA Software) decise di sfidare la sorte e di quotarsi in borsa sui listini del NASDAQ. Il 7 ottobre 1999 venne raggiunto l'accordo con la SEC (la CONSOB americana) e il successivo 9 dicembre partì l'offerta pubblica.
Il prezzo iniziale delle azioni fu fissato in 30 dollari; alla fine dell'offerta il prezzo arriverà a ben 299 dollari, 10 volte tanto. VA Software può vantare un record, l'offerta pubblica con la crescita più elevata di tutta la storia della borsa americana.
Alla fine del 1999 un altro evento storico: VA Software fonda SourceForge, la più famosa comunità di sviluppo online. I ricavi provengono da una raccolta pubblicitaria non invasiva e dalla fornitura, alternativa agli strumenti gratuiti, di un servizio professionale per lo sviluppo distribuito di software.

## Geeknet
Nel 2004 acquisisce Geeknet (un tempo Open Source Technology Group, OSTG) che descrive se stesso come una "nuova comunità di collaborazione e distribuzione per lo sviluppo, l'implementazione e l'innovazione del settore IT ed Open Source". L'OSTG è un sussidiario di SourceForge, Inc. (formalmente VA Software) e dedicato alla Open Source Initiative. È un tentativo di riunire insieme talenti per creare software che sia conforme al modello di licenze GNU promosse dalla Free Software Foundation. Il nome formale dell'OSTG era OSDN (Open Source Developer Network) finché non cambiò il suo nome nel giugno 2004. Prima dell'acquisizione da VA, era anche chiamato Andover.net.
Nel giugno 2007, il nome OSTF venne cambiato in Linux.com.

### Progetti
Fra i progetti più famosi dell'OSTG possiamo trovare:
| - Freecode - Geocrawler (defunto) - Linux.com - NewsForge - IT Manager's Journal | - Slash - Slashdot - SourceForge - Themes.org - ThinkGeek - DevChannel |

L'OSTG (allora OSDN) abbandonò Kuro5hin nel gennaio 2002 a causa del contenuto di una news portata dagli articoli tecnici alla politica, filosofia, ai posti di lavoro, e altri soggetti di natura non tecnica.